# Sayyid Qutb
Sayyid Qutb (IPA udtale: ['saɪjɪd 'qʊtb]) (arabisk: سيد قطب; 9. oktober 1906 – 29. august 1966) var en egyptisk forfatter og islamist, som hørte til blandt det Muslimske Broderskab i Egypten. Han er bedst kendt for sit teoretiske arbejde med at omdefinere den islamiske fundamentalisme under sociale og politiske omskiftelser. Det mest kendte blandt hans værker er Ma'alim fi-l-Tariq (Milepæle). Hans omfattende Korankommentar, Fi zilal al-Qur'an (I Koranens skygge) har bidraget væsentligt til de moderne opfattelser af islamiske begreber som jihad, jahiliyyah og ummah. Qutb blev fængslet og hængt i Egypten i 1966. Han har inspireret mange af nutidens islamister, heriblandt Osama bin Laden.
Alternative skrivemåder for hans for- og efternavn omfatter Saïd, Syed, Koteb (meget almindeligt), Qutub, Kotb osv.